# Internationale Cricket-Saison 1963
Die internationale Cricket-Saison 1963 fand zwischen Mai 1963 und September 1963 statt. Als Sommersaison wurden vorwiegend Heimspiele der Mannschaften aus Europa ausgetragen.

## Überblick

### Internationale Touren
| Beginn       | Heimteam | Auswärtsteam | Resultate | Artikel |
| Beginn       | Heimteam | Auswärtsteam | Test      | Artikel |
| ------------ | -------- | ------------ | --------- | ------- |
| 3. Juni 1963 | England  | West Indies  | 1–3 [5]   | Artikel |

### Internationale Touren (Frauen)
| Beginn        | Heimteam | Auswärtsteam | Resultate | Artikel |
| Beginn        | Heimteam | Auswärtsteam | WTest     | Artikel |
| ------------- | -------- | ------------ | --------- | ------- |
| 15. Juni 1963 | England  | Australien   | 1–0 [3]   | Artikel |

## Nationale Meisterschaften
Aufgeführt sind die nationalen Meisterschaften der Full Member des ICC.
| Land    | First-Class              | List A            |
| ------- | ------------------------ | ----------------- |
| England | County Championship 1963 | Gillette Cup 1963 |